# Ямутарида
Ямутарида (также Яму-Тарида, в верховьях — Дюнтатурку-Яму) — река в России, протекает по территории Таймырского Долгано-Ненецкого района. Река вытекает из небольшого озера Дюнтатурку (Дюнтатурку-Яму) в центральной части полуострова Таймыр, к югу от озера Таймыр, на высоте более 81 м над уровнем моря. В верховьях течёт на юг, затем течения реки меняется на восточное и северное. После впадения притока Ботанкага название реки меняется с Дюнтатурку-Яму на Ямутарида. Впадает в озеро Таймыр широким эстуарием, в дельте большое количество островов с отмелями. В бассейне реки большое количество озёр, наиболее крупные из которых — Джангы-Турку и Дюнта-Турку. Долина Ямутариды в нижнем течении имеет широкую пойму, сильно заболоченную в основной части, поросшую травяной и ивовой тундрой с большим присутствием псаммофитов. Длина реки составляет 243 км. Площадь водосборного бассейна — 5090 км². В нижнем течении ширина реки достигает 650 м при глубине 1 м. Постоянные поселения на реке отсутствуют.

## Притоки
По порядку от устья к истоку:
- 2 км: без названия (лв)
- 6 км: протока без названия (лв)
- 12 км: Бёдербо-Тари (пр)
- 15 км: Лянгкай-Тари (лв)
- 18 км: Мейма-Тари (лв)
- 28 км: Дюдуйка-Тари (лв)
- 34 км: Нерута-Тари (пр)
- 49 км: без названия (лв)
- 66 км: без названия (лв)
- 82 км: Ботанкага (пр)
- 107 км: Новогодняя (пр)
- 120 км: без названия (лв)
- 131 км: Сергей-Турку-Яму (лв)
- 144 км: без названия (пр)
- 165 км: без названия (пр)
- 168 км: без названия (лв)
- 183 км: Джянга-Турку-Яму (пр)
- 208 км: без названия (пр)
- 219 км: без названия (пр)

## Данные водного реестра
По данным государственного водного реестра России и геоинформационной системы водохозяйственного районирования территории РФ, подготовленной Федеральным агентством водных ресурсов:
- Бассейновый округ — Енисейский
- Речной бассейн — Нижняя Таймыра
- Речной подбассейн — нет
- Водохозяйственный участок — Нижняя Таймыра (включая озеро Таймыр) и другие реки бассейна Карского моря от западной границы бассейна реки Каменная до мыса Прончищева
- Код водного объекта — 17030000112116100142137